# Pap Károly (orvos)
Pap Károly (Kolozsvár, 1910. szeptember 22. – Debrecen, 1986. augusztus 20.) orvos, sebész és ortopédszakorvos, traumatológus, egyetemi tanár, az orvostudományok kandidátusa (1955).

## Életpályája
Középiskoláit és az orvosi egyetemet is Debrecenben végezte el; 1928-ban diplomázott. 1928–1934 között a debreceni Anatómiai Intézetben dolgozott Huzella Tivadar és Törő Imre mellett. 1934–1944 között a debreceni Sebészeti Klinikán dolgozott. 1937-ben műtőorvosi szakvizsgát tett. 1939-ben ortopédiai szakvizsgát szerzett. 1940-ben traumatológiai szakorvos lett. 1941-ben magántanári képesítést szerzett. 1944-ben Debrecenben baleseti Vöröskereszt Kórházat hozott létre 300 ággyal, amely 1945-ben a Sebészeti Klinika részlege lett. 1960-ban osztályát klinikává fejlesztették át; tanszékvezető egyetemi tanár lett. 1974-ben termálmedencés rehabilitáló részleget szervezett. 
Több új eljárást dolgozott ki, illetve vezetett be (velőűrszegezés, tomporszegezés, diafixálás). Több mint száz tudományos közleményt és több könyvet írt az ortopédia és traumatológia tárgykörében. Kiváló újító is volt.

## Művei
- A diafixatio eljárás a nehezen helyretehető és csúszásra hajlamos szártörések eljárására (Kandidátusi disszertáció, Debrecen)
- Orthopaedia (Debrecen, 1961)
- Regeneratio, transplantatio és alloplastica orthopaed vonatkozása (doktori disszertáció, Debrecen, 1972)
- Pain in orthopaedics and other clinics (szerkesztő, Debrecen, 1974)